# سيسيل كينغ
سيسيل كينغ (بالإنجليزية: Cecil King)‏ هو رسام أيرلندي، ولد في 22 فبراير 1921، وتوفي في 7 أبريل 1986.